# Anton Bal
Anton Bal (Yuri, 29 novembre 1963) è un arcivescovo cattolico papuano, dal 26 luglio 2019 arcivescovo metropolita di Madang.

## Biografia
Anton Bal è nato a Yuri il 29 novembre 1963.

### Formazione e ministero sacerdotale
Dopo gli studi primari e secondari è entrato nel seminario minore "San Fedele" di Madang. Ha studiato filosofia e teologia nel seminario "Spirito Santo" di Bomana, Port Moresby.
Il 17 dicembre 1991 è stato ordinato presbitero per la diocesi di Kundiawa. In seguito è stato vicario parrocchiale a Yobai dal 1991 al 1992; parroco di Mai dal 1993 al 1998 e parroco di Koge dal 1999 al 2003. Ha svolto un corso di rinnovamento spirituale presso l'East Asian Pastoral Institute di Manila, nelle Filippine, dal luglio al dicembre del 2003. Nel 2004 è stato nominato vicario generale e parroco della parrocchia della cattedrale di Santa Maria Aiuto dei Cristiani.

### Ministero episcopale
Il 5 giugno 2007 papa Benedetto XVI lo ha nominato vescovo ausiliare di Kundiawa e titolare di Tamalluma. Ha ricevuto l'ordinazione episcopale il 10 settembre successivo a Kundiawa dal vescovo di Kundiawa Johannes Henricus J. Te Maarssen, co-consacranti l'arcivescovo Francisco Montecillo Padilla, nunzio apostolico in Papua Nuova Guinea e nelle Isole Salomone, e il vescovo di Goroko Francesco Sarego.
Il 12 gennaio 2009 lo stesso pontefice lo ha nominato vescovo di Kundiawa.
Nel giugno del 2012 ha compiuto la visita ad limina.
Il 26 luglio 2019 papa Francesco lo ha nominato arcivescovo metropolita di Madang. Ha preso possesso della diocesi il 31 ottobre successivo.
Dal 2 luglio 2020 è presidente della Conferenza dei vescovi cattolici di Papua Nuova Guinea e Isole Salomone. Dal 3 maggio 2017 al luglio del 2020 è stato vicepresidente della stessa.

## Genealogia episcopale
La genealogia episcopale è:
- Cardinale Scipione Rebiba
- Cardinale Giulio Antonio Santori
- Cardinale Girolamo Bernerio, O.P.
- Arcivescovo Galeazzo Sanvitale
- Cardinale Ludovico Ludovisi
- Cardinale Luigi Caetani
- Cardinale Ulderico Carpegna
- Cardinale Paluzzo Paluzzi Altieri degli Albertoni
- Papa Benedetto XIII
- Papa Benedetto XIV
- Papa Clemente XIII
- Cardinale Bernardino Giraud
- Cardinale Alessandro Mattei
- Cardinale Pietro Francesco Galleffi
- Cardinale Giacomo Filippo Fransoni
- Cardinale Carlo Sacconi
- Cardinale Edward Henry Howard
- Cardinale Mariano Rampolla del Tindaro
- Cardinale Rafael Merry del Val
- Cardinale Giovanni Vincenzo Bonzano
- Arcivescovo Thomas Joseph Walsh
- Arcivescovo Thomas Aloysius Boland
- Vescovo John Edward Cohill, S.V.D.
- Vescovo Raymond Rodly Caesar, S.V.D
- Arcivescovo William Joseph Kurtz, S.V.D.
- Vescovo Johannes Henricus J. Te Maarssen, S.V.D.
- Arcivescovo Anton Bal